# Tjoet Nja' Dhien
Tjoet Nja' Dhien é um filme de drama indonésio de 1988 dirigido e escrito por Eros Djarot. Foi selecionado como representante da Indonésia à edição do Oscar 1989, organizada pela Academia de Artes e Ciências Cinematográficas.

## Elenco
- Piet Burnama
- Christine Hakim
- Rudy Wowor
- Slamet Rahardjo